# Kappa (entreprise)
Pour les articles homonymes, voir Kappa (homonymie).
Kappa est un équipementier sportif italien créé en 1967 à Turin en Italie.

## Présentation
Kappa appartient au groupe BasicNet S.p.A. (it), société italienne basée à Turin et propriétaire aussi des marques Robe di Kappa ou Superga. L'entreprise est l'un des principaux équipementiers des clubs de Ligue 1 et de Ligue 2, de la Serie A du calcio itaien, Top 14, et est présente également, entre autres dans le cyclisme, le handball et le volley. La marque italienne est devenue le challenger des plus grandes marques comme Adidas, Nike ou Puma dans le domaine du sport en Europe[réf. souhaitée].
En 2004, la marque K-way est reprise par le groupe Basic Net SpA.

## Identité visuelle
Le logo de la marque montre un homme et une femme assis, se tournant le dos d'une façon symétrique. Il provient d'une photo ratée prise en 1969 initialement pour une marque de maillots de bain.

## Équipementier officiel
Dans les années 1980, Kappa commença à fournir les maillots à la Juventus de Turin, puis du FC Barcelone. Elle fut longtemps l'équipementier du Torino Football Club, l'autre club de football de la ville de Turin, symbole de la marque.
La marque fournit de nombreuses équipes professionnelles et amateurs italiennes mais aussi françaises où l'entreprise est devenue un outsider face aux grandes marques comme Adidas, Nike et Puma.
Très liée au football, la marque italienne fournit aussi des équipes de rugby à XV, de handball, de volley-ball et même pendant quelques années, des formations cyclistes[réf. souhaitée].

### Football

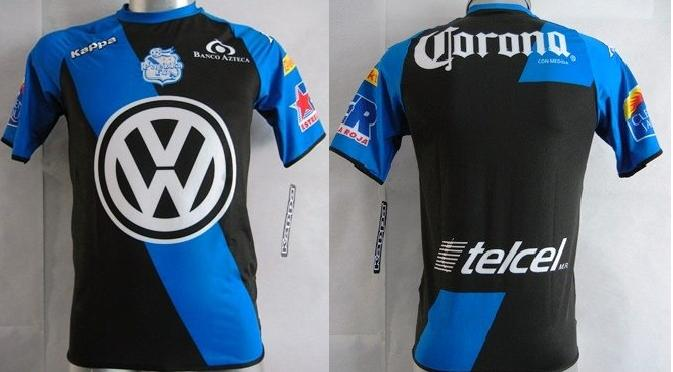
Le maillot du club mexicain CF Puebla 2011-2012.

- Serie B[3]

#### Équipes nationales
- Fidji
- Oman[4]
- Tunisie[5]

#### Clubs

##### Afrique
- Beni Suef
- SuperSport United
- Bidvest Wits FC
- Highlands Park FC
- Kaizer Chiefs FC[6]
- US Monastir
- FC Platinum
- JS Kabylie
- ASEC Mimosas

- Espérance sportive de Tunis
- Wydad Athletic Club

##### Asie
- Hokkaido Consadole Sapporo
- JEF United Chiba
- Hà Nội FC
- Hồ Chí Minh City FC
- Al-Diwaniya FC

##### Europe
- Cercle Bruges KSV
- RFC Seraing
- Hull City FC[7]
- SM Caen
- AS Monaco
- Le Mans FC[8]
- FC Metz
- OGC Nice[9]
- Stade Lavallois
- JA Drancy
- Racing Club Calais
- Besançon RC
- ASM Belfort Foot
- Jura Sud Foot
- Chamois Niortais[10]
- Red Star FC[11]
- Stade Briochin[12]
- Roannais Foot 42
- EA Guingamp[13]
- Brescia Calcio
- Empoli FC
- ACF Fiorentina
- Genoa CFC
- Spezia Calcio
- ASWH[14]
- Cultural Leonesa[15]
- Extremadura UD
- AD Ceuta FC
- Deportivo La Corogne
- Real Valladolid
- RFCU Luxembourg
- Jagiellonia Białystok
- Podbeskidzie Bielsko-Biała
- Pollok FC

##### Amérique du Nord
- Deportivo Saprissa
- CF Atlante
- Real Estelí FC

##### Océanie
- Adamstown Rosebud FC
- Balcatta FC
- FC Bulleen Lions
- Green Gully SC
- South Melbourne FC
- Western United FC
- Auckland City FC

##### Amérique du Sud
- Aldosivi
- Club y Biblioteca Ramón Santamarina
- Huracán
- Racing Club
- Tigre
- Chapecoense
- Cuiabá
- Vasco da Gama
- General Caballero JLM
- Club Nacional

### Rugby

#### Clubs
- Union Bordeaux Bègles
- Castres olympique
- Montpellier Hérault rugby
- Aviron bayonnais
- FC Grenoble
- Stade français Paris
- Pays d'Aix Rugby Club
- US Carcassonne
- Saint-Jean-de-Luz olympique rugby
- Stade olympique de Chambéry
- Rugby club nîmois
- RC Metz
- Benetton
- Rovigo
- Valladolid
- Barcelona Universitari
- Pontypridd

#### Équipes nationales
- Italie,
- Uruguay,
- Corée du Sud,
- RD Congo

### Basketball

#### Équipes nationales
- Slovaquie
- British Basketball League toutes les équipes[16]
- Irlande
- Singapour[17]

#### Clubs
- Bristol Academy Flyers
- Sheffield Sharks
- Basket Lattes
- Boulazac
- Hermine Nantes
- Orléans Loiret Basket (2018-)[18]
- Auxilium Torino

### Baseball

#### Clubs
- Lotte Giants

### Boxe
- Moruti Mthalane[19]

### Escrime
- Fédération italienne d'escrime

### Golf
- Fédération italienne de golf (it)

### Handball
- Club Balonmano Ademar León
- Angers SCO Handball
- Chambray Touraine Handball
- Fleury Loiret Handball
- USAM Nîmes Gard (2012 min. –)
- Saran Loiret Handball (2015/08 – 2022/07)
- Espérance sportive de Tunis (2022-2025)

### Hockey sur glace
- HC Kometa Brno
- HC Energie Karlovy Vary
- HC Vítkovice Steel
- HC Stadion Litoměřice
- HC Slovan Ústečtí Lvi
- Hockey Milano Rossoblu

### Hockey sur gazon
- Malaisie

### Aviron
- Fédération italienne d'aviron

### Rugby League
Le 28 mai 2020, la Coupe du monde féminine de rugby à XV 2021 annonce que Kappa est le sponsor officiel du tournoi, ce qui inclut les maillots des matchs officiels, des bénévoles et du staff.

#### Clubs
- Bradford Bulls
- Hunslet RLFC
- Salford Red Devils

### Volleyball

#### Clubs
- Tampereen Isku-Volley
- Stade Poitevin Volley-Beach

### Sports d'hiver
- Federazione Italiana Sport Invernali

### Esports

#### Clubs
- Team BDS
- MAD Lions[21]
- Royal Never Give Up[22]
- Demise[23]

### Formule 1

#### Écuries
Depuis le 14 janvier 2022, Kappa Sport devient le fabricant des vêtements « outfit » pour l'écurie Alpine F1. Le sponsoring devrait s'apercevoir sur les combinaisons des pilotes ainsi que sur leurs monoplaces.